# Aeródromo Callipulli
El Aeródromo Callipulli (OACI: SCCP) es un terminal aéreo ubicado cerca de Osorno, en la provincia de Osorno, región de Los Lagos, Chile. Es de propiedad pública.